# 조흥
찌에우흥(베트남어: Triệu Hưng / 趙興 조흥, ? ~ 기원전 112년)은 남월(南越)의 제4대 군주(재위: 기원전 113년 ~ 기원전 112년)이다. 시호는 애왕(베트남어: Ai Vương / 哀王)이다.
| 전 임 명왕 조영제 | 제4대 남월의 왕 기원전 113년 ~ 기원전 112년 | 후 임 애왕 조건덕 |

## 같이 보기
- 찌에우 왕조
- 남월
- 조영제 (남월)
- 조건덕